# Elna Montgomery
Elna Montgomery, född 23 oktober 1885 i Stockholm, Sverige, död 13 juni 1981 i Båstad, Sverige var en svensk konståkerska som den 2 februari 1908, 22 år gammal, blev svensk mästare i konståkning i Stockholm, där hon var enda deltagare i vad som ändå räknades som första svenska mästerskapet för damer.
Hon gifte sig sedan "Beckman" och bosatte sig i Malmö.

## Meriter
- 2:a i sin första tävling, 1900[1]
- Vinnare av en ungdomstävling 1901[1]
- 4:a i Nordiska spelen 1905[1]
- Vinnare av tävling i Göteborg 1906, parallellt med herrarnas svenska mästerskap[1]
- 3:a i Nordiska spelen 1909[1]
- Svensk mästare 1908 och 1912, även svensk mästare i paråkning med Per Thorén [1]
- 3:a vid tävling i Sankt Petersburg[1]
- 4:a i olympiska spelen 1908[1]

### Fotnoter
1. 1 2 3 4 5 6 7 8 9 10   Sporten i dag 2000-2001. Semic. Läst 19 juni 2025